# Sznyegopadi
A Sznyegopadi (oroszul: Снегопады; angolul: Snowfalls; magyarul: Havazások) az orosz t.A.T.u egyik dala a Veszjolije ulibki albumról.

## A dalról
A cím a havazásra utal, de a videóban nem esik a hó, sőt ellenkezőleg süt a nap. Az orosz rádióban 2008. október 18-án mutatták be, a klipet pedig 2009 áprilisában. A dalt Katya Salem és a T.A. Music írta.

## Videóklip
A videó 220 klipjével kezdődik, utána motorraülnek és elhajtanak. Vezetés közben énekelnek és a rendőrök elől menekülnek, de nem adják meg magukat, hanem egymásba száguldanak és meghalnak.

## Snowfalls
2009. július 13-án, Sznyegopadi angol verziója, a Snowfalls. Az ismeretlen című harmadik angol album hamarosan következni fog.

## Fordítás
- Ez a szócikk részben vagy egészben  a   Snegopady című angol Wikipédia-szócikk fordításán alapul.  Az eredeti cikk szerkesztőit annak laptörténete sorolja fel. Ez a jelzés csupán a megfogalmazás eredetét és a szerzői jogokat jelzi, nem szolgál a cikkben szereplő információk forrásmegjelöléseként.

## Külső hivatkozások
- Sznyegopadi -YouTube videó